# 田迎站
田迎站（日语：／ Tamukae eki */?）是位於熊本縣熊本市田迎町，熊延鐵道的鐵路車站（廢站）。

## 歷史
- 1915年（大正4年）4月6日 - 御船鐵道（後來名為熊延鐵道）開通，此站啟用[1]。
- 1964年（昭和39年）3月31日 - 熊延鐵道廢線，此站也被廢除[1]。

## 車站設施
此站是地面車站，設有1面1線單式月台。

## 現狀
車站遺址變成國道57號熊本東繞道的一部分。

## 相鄰車站
熊延鐵道
南熊本－田迎－良町
在南熊本至田迎之間，於現時熊本市立託麻中學的位置處，曾經設有一座熊本鐵工所前站，該站在1945年（昭和20年）廢除。

## 注腳
1. 1 2  今尾惠介《日本鐵道旅行地圖帳》12號九州沖繩 北信越（新潮社、2008年）p.46

## 相關項目
- 日本鐵路車站列表 Ta